# ألبرشت ويبر
ألبرشت ويبر (بالألمانية: Albrecht Friedrich Weber) (و. 1825 – 1901 م) هو مؤرخ، وأستاذ جامعي، من ألمانيا، ولد في فروتسواف، وكان عضوًا في الأكاديمية الروسية للعلوم، والأكاديمية البروسية للعلوم، توفي في برلين، عن عمر يناهز 76 عاماً.

## مناصب وهيئات
أدار جامعة هومبولت في برلين.

## جوائز
حصل على جوائز منها:
- وسام الاستحقاق للفنون والعلوم
- وسام الاستحقاق
- النيشان البافاري الماكسيميلياني للعلوم والفن.